# Buellia cinnabarina
Buellia cinnabarina är en lavart som beskrevs av U. Grube 2004. Buellia cinnabarina ingår i släktet Buellia och familjen Caliciaceae.   Inga underarter finns listade i Catalogue of Life.